# 이재현 (1958년)
이재현(李載譞, 1958년 10월 5일 ~ )은 대한민국의 제4·5대 울산광역시의원, 제2대 울산광역시 동구의원이고, 제1·2대 경상남도 울산시 동구의원이다.

## 학력
- 북안중학교 졸업

## 경력
- 현대중공업
- 자연보호 동구 협의회 회장
- 민주노동당 전국광역의원 대표
- 민주노동당 울산시당 운영위원회 위원
- 울산광역시 동구청 공공근로심의위원
- 울산광역시 동구 종합사회복지관 운영위원
- 1991.04 ~ 1995.06 제1대 경상남도 울산시 동구의회 의원
- 1995.07 ~ 1997.07 제2대 경상남도 울산시 동구의회 의원
- 1997.01 ~ 1997.07 제2대 경상남도 울산시 동구의회 후반기 부의장
- 1997.07 ~ 1998.06 제1대 울산광역시의회 의원
- 1997.07 ~ 1998.06 제1대 울산광역시의회 후반기 교육사회위원회 위원
- 1998.07 ~ 2002.06 제2대 울산광역시 동구의회 의원
- ~ 2011.12 민주노동당
- 2006.07 ~ 2010.06 제4대 울산광역시의회 의원
- 2006.07 ~ 2008.07 제4대 울산광역시의회 전반기 산업건설위원회 위원
- 2006.07 ~ 2008.07 제4대 울산광역시의회 전반기 예산결산특별위원회 위원
- 2008.07 ~ 2010.06 제4대 울산광역시의회 후반기 부의장
- 2008.07 ~ 2010.06 제4대 울산광역시의회 후반기 의회운영위원회 위원
- 2008.07 ~ 2010.06 제4대 울산광역시의회 후반기 산업건설위원회 위원
- 2010.07 ~ 2014.06 제5대 울산광역시의회 의원
- 2010.07 ~ 2012.07 제5대 울산광역시의회 전반기 부의장
- 2010.07 ~ 2012.07 제5대 울산광역시의회 전반기 산업건설위원회 위원
- 2011.12 ~ 2014.12 통합진보당
- 2012.07 ~ 2014.06 제5대 울산광역시의회 후반기 산업건설위원회 위원
- 2017.10 ~ 2020.06 민중당
- 2020.06 ~ 진보당

## 역대 선거 결과
|  | 47.5% |

|  | 0% |

|  | 51.69% |

|  | 36.19% |

|  | 52.60% |

|  | 43.16% |

|  | 18.34% |